# Michail Guceriev
Michail Safarbekovič Guceriev (in russo Михаи́л Сафарбе́кович Гуцери́ев?; Akmolinsk, 9 marzo 1958) è un imprenditore russo, miliardario.  Ex burocrate petrolifero, Guceriev ha fatto fortuna dopo il crollo dell'Unione Sovietica quando ha ottenuto ex beni statali a prezzi stracciati durante le privatizzazioni.
È l'ex proprietario di Russneft, una delle più grandi compagnie petrolifere russe. Dal 2002, è stato sempre presente nella classifica annuale di Forbes dei 200 russi più ricchi; nel 2021, occupa il 60º posto con 2,5 miliardi di dollari. Guceriev ha litigato con il presidente russo Vladimir Putin alla fine degli anni 2000 accusandolo di aver forzato la vendita della compagnia petrolifera.  È fuggito dalla Russia nel 2007 dopo essere stato accusato di evasione fiscale. Nel 2010 è tornato in Russia dopo che le accuse erano state ritirate.
È stato sanzionato dall'Unione europea per i suoi legami di lunga data con il dittatore bielorusso Aljaksandr Lukašėnka.

## Biografia
Mikhail Guceriev è nato nel marzo 1958 in una grande famiglia inguscia ad Akmolinsk. La famiglia fu repressa ed esiliata in Kazakistan. Ha finito il liceo n. 23 a Groznyj, Čečeno-Inguškaja ASSR. La scuola, completamente distrutta durante la prima guerra cecena, nel 2005 è stata ricostruita con il sostegno finanziario di Guceriev.
Nel 1981, Mikhail Gutseriev si è laureato presso l'Istituto tecnologico di Dzhambul per l'industria leggera e alimentare con una laurea in "Tecnologia della pelle e della pelliccia". Nel 1995 ha studiato presso l'Accademia delle finanze sotto il governo della Federazione Russa, specializzandosi in "Finanza e crediti", quindi alla  Gubkin Russian State University of Oil and Gas specializzandosi in "Metodi e tecnologia dell'ingegneria petrolifera e del gas", infine all'Università di giurisprudenza di San Pietroburgo, specializzandosi in "Diritto civile". Ha conseguito anche un master in "Diritto processuale penale" presso l'Università di economia russa di Plekhanov, specializzandosi in "Zone Economiche Libere". Nel 1996 ha ottenuto anche un dottorato in giurisprudenza presso l'Università di San Pietroburgo con una tesi su "Criminalità nelle grandi città". 

### BIN, la banca d'investimento
Dal 1982, Guceriev ha lavorato come ingegnere di processo, in seguito come ingegnere di processo senior della Grozny Production Association presso il Ministero dell'Industria Locale RSFSR, Groznyj. Divenne amministratore delegato dell'Associazione. Nel 1991, Guceriev è stato eletto presidente dell'Associazione degli uomini d'affari di Čečeno-Inguš ASSR.
Nel 1992, quando Džokhar Dudaev prese il potere, Guceriev dovette lasciare la sua attività e si trasferì a Mosca, dove fondò la società industriale e finanziaria "BIN" (Bank of Investments and Innovations), unendo imprese industriali, commerciali e finanziarie. Nel 1993 ha fondato e diretto la Joint Stock Commercial Bank BIN.
Il 1994 ha segnato lo sviluppo di Guceriev della zona economica libera per i residenti, la prima nei paesi post-sovietici, chiamata Zona del benessere economico Inguscezia (ZEWI). Il 19 giugno 1994 il governo della Federazione Russa ha emesso la risoluzione n. 740 sulla creazione di ZEWI e ha nominato Guceriev come capo del suo settore finanziario. Nel giro di 4 anni, la Repubblica ha ricevuto investimenti superiori a 200 milioni di dollari, ha iniziato la costruzione di Magas, la capitale della Repubblica, un aeroporto, strade per veicoli e stazioni ferroviarie, università, liceo. Ha anche fondato società televisive e radiofoniche, nonché molte altre infrastrutture e oggetti di produzione.

### Duma di Stato
Nel 1995 è stato eletto deputato alla Duma di Stato, dove ha assunto la carica di vicepresidente. A causa della sua posizione, ha venduto l'intera quota di AKB B&N (BIN) uscendo quindi dalla banca. Nel 1996 ha avviato, sviluppato e proposto all'esame della Duma di Stato un regolamento sull'istituzione di un "Centro per gli affari internazionali", una zona offshore standard per i non residenti. La Duma ha approvato la legge federale sul "Centro per gli affari internazionali" (n. 16-FZ), con le principali disposizioni conformi alle norme generali delle leggi sugli affari internazionali. La legge è stata approvata il 30 gennaio 1996, in vigore per 1 anno, e i non residenti internazionali hanno iniziato la loro registrazione. La crisi economica del 1998, un forte calo del tasso di cambio del rublo e un ulteriore default, hanno costretto il governo a sospendere l'effetto della legge.
Nel 1999 per la seconda volta, Mikhail Guceriev è stato eletto deputato della Duma di Stato. Ha rinunciato al mandato quando il 14 gennaio 2000, è stato eletto presidente di Slavneft dall'assemblea straordinaria degli azionisti della società.
Guceriev è l'autore di una monografia e di una serie di pubblicazioni di ricerca sulle zone economiche libere e sulle questioni commerciali offshore in Russia. 

### Russneft
Il 27 febbraio 2001, Guceriev è stato eletto vicepresidente dell'Unione russa degli industriali e degli imprenditori.
Nel 2002 le azioni di Slavneft furono vendute a Sibneft Consortium (ora Gazpromneft) e Tyumen Oil Company per 1,86 miliardi di dollari, e Guceriev fondò e divenne capo di OJSC NK "RussNeft" nel 2002. Le azioni di Slavneft furono vendute a prezzi stracciati.
Nel settembre 2002, Guceriev ha fondato e gestito RussNeft, la compagnia petrolifera e del gas. 
Nel 2006 è stato accusato di evasione fiscale, costringendolo a vendere RussNeft a una frazione del suo valore, prima di fuggire a Londra, per timori di persecuzioni e ripercussioni legali in Russia.
Alla fine di luglio 2007 Guceriev ha annunciato in una lettera aperta che le autorità hanno fatto una pressione senza precedenti su di lui, ed è stato costretto a vendere RussNeft alla holding Basic Element, di proprietà del fedele al Cremlino Oleg Deripaska. Guceriev si è dimesso da presidente di RussNeft e ha annunciato la sua sospensione dell'attività imprenditoriale (a parte RussNeft possedeva carbone russo e molte altre società) e la sua decisione di passare all'attività scientifica.
Il 28 agosto 2007 il tribunale Tverskoj di Mosca ha emesso un mandato d'arresto internazionale in contumacia per Guceriev, accogliendo la richiesta del Comitato investigativo del Ministero degli affari interni. In quel momento Guceriev era già a Londra, avendo ottenuto 3 miliardi di dollari da Oleg Deripaska per la vendita di RussNeft.
Il 16 ottobre 2007 Guceriev ha chiesto asilo politico all'Agenzia per le frontiere e l'immigrazione del Ministero dell'Interno ma questa informazione è stata ufficialmente confutata.
Verso la fine di ottobre 2010, il comitato investigativo ha variato la misura preventiva per Guceriev dall'arresto in contumacia all'impegno a non lasciare il suo luogo di residenza abituale.
Nel gennaio 2010 Guceriev ha ripreso il controllo del 100% della compagnia petrolifera. A metà aprile 2010 tutte le accuse contro Guceriev sono state ritirate, i procedimenti penali sono stati archiviati. Nell'aprile 2010 è stato annunciato che Guceriev ha venduto il 49% della società a Joint-Stock Financial Corporation Sistema e il 2% in più a Sberbank of Russia
Il 7 maggio 2010 Guceriev è tornato in Russia per visitare le tombe dei suoi genitori e del figlio.
Nell'estate del 2013 Michail Guceriev è diventato ancora una volta l'unico proprietario di JSC RussNeft.
Nel febbraio 2015, tenendo presente la massiccia espansione dell'attività delle sue principali compagnie petrolifere - JSC RussNeft e JSC Neftisa - è diventato presidente del consiglio di amministrazione di entrambe le società, concentrandosi sulla gestione strategica delle sue attività.
Dopo che l'Unione Europea ha introdotto sanzioni contro Guceriev nel 2021, si è dimesso dal consiglio di amministrazione di RussNeft e ha venduto il controllo di Neftisa al fratello minore Sait-Salam.

## Vita privata
Michail Guceriev è sposato e ha due figli (Čingizchan, Said) e una figlia (Sof'ja). Suo figlio maggiore Čingizchan morì per un'emorragia cerebrale dopo essersi schiantato con la sua Ferrari nel 2007. L'altro figlio di Guceriev, Said, è un uomo d'affari. Nel 2016, Said si è sposato con una cerimonia che secondo quanto riferito è costata 1 miliardo di dollari.
Il fratello minore di Michail, Sait-Salam (nato nel 1959), è un uomo d'affari. Michail gli trasferì il suo comando di Rossneft quando fu posto sotto sanzioni.
Gusteriev scrive poesie e canzoni. Nel 2020, durante la pandemia di COVID-19, Guceriev ha offerto alle autorità di Mosca di utilizzare i suoi hotel per combattere il coronavirus.

## Riconoscimenti
- Ordine dell'Amicizia (Russia)
- Ordine del distintivo d'onore